# Bockholmen (vid Spjutsund, Sibbo)
Bockholmen, med Ekholmen och Tallholmen i söder, är en ö i Finland. Den ligger i Finska viken och i kommunen Sibbo i den ekonomiska regionen  Helsingfors i landskapet Nyland, i den södra delen av landet. Ön ligger omkring 31 kilometer öster om Helsingfors.
Öns area är 17,8 hektar och dess största längd är 1 kilometer i nord-sydlig riktning.